# Liste der Monuments historiques in Marliens
Die Liste der Monuments historiques in Marliens führt die Monuments historiques in der französischen Gemeinde Marliens auf.

## Liste der Objekte
| Bezeichnung                        | Beschreibung                                | Standort                                   | Kennzeichnung | Schutzstatus | Datum | Bild |
| ---------------------------------- | ------------------------------------------- | ------------------------------------------ | ------------- | ------------ | ----- | ---- |
| Prozessionskreuz                   | Silber, Kupfer, Anfang des 16. Jahrhunderts | in der Kirche Nativité-de-la-Vierge (Lage) | PM21001427    | Classé       | 1907  |      |
| Grabstein für Anne-Marie Fleutelot | Kalkstein, bezeichnet 1755                  | in der Kirche Nativité-de-la-Vierge (Lage) | PM21001428    | Classé       | 1964  |      |